# (34758) 2001 QH148
2001 QH148 (asteroide 34758) é um asteroide da cintura principal. Possui uma excentricidade de 0.12320830 e uma inclinação de 12.78107º.
Este asteroide foi descoberto no dia 20 de agosto de 2001 por NEAT em Palomar.